# Dave Doogan
David Michael Doogan (né le 4 mars 1973) est un homme politique du parti national écossais (SNP) qui est député pour Angus depuis 2019.

## Jeunesse et carrière
Doogan est né le 4 mars 1973 à Perth de parents irlandais. Ancien ingénieur aéronautique au ministère de la Défense, Doogan quitte sa carrière dans la fonction publique en 2007 pour poursuivre une carrière en politique. Doogan est diplômé en 2011 de l'Université de Dundee avec un diplôme en politique et relations internationales .

## Conseil de Perth et Kinross
Doogan est élu au conseil de Perth et Kinross comme conseiller de Perth City North en 2012, avec la plus grande part de votes de première préférence dans ce quartier. Lors de son élection, Doogan devient responsable du logement et de la santé, responsable du logement social, des soins sociaux et siège au conseil d'administration du NHS Tayside.
Doogan est réélu au PKC en 2017, augmentant sa part des voix de 4,02%. Lors de l'élection, il devient le chef du groupe SNP sur Perth et Kinross Council, et en tant que tel chef de l'opposition.
Après son élection au Parlement en décembre 2019, Doogan annonce son intention de démissionner de son poste de conseiller en 2020.

## Chambre des communes

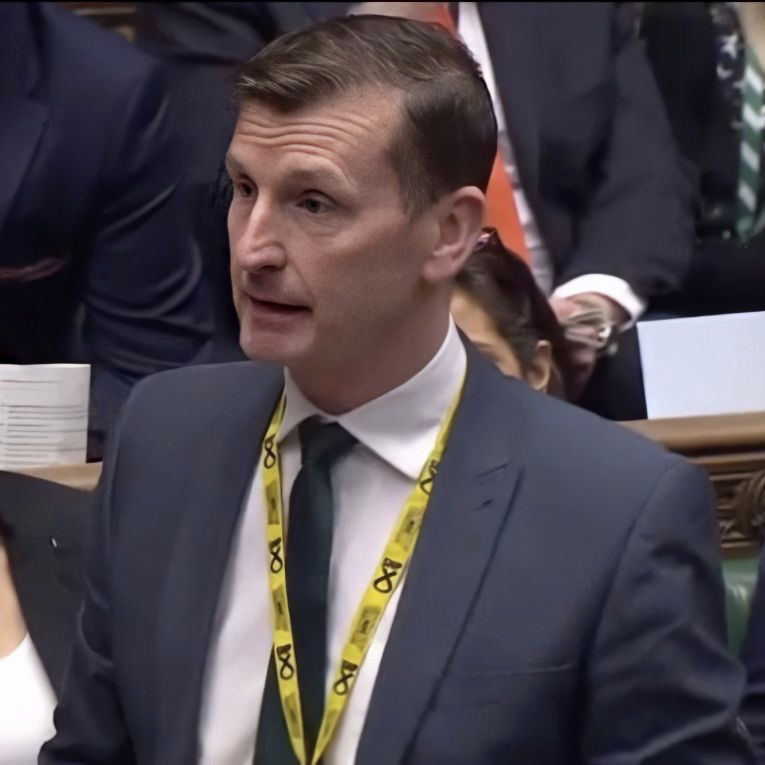
Doogan à la Chambre des communes

Lors de l'annonce des élections générales de 2019, Doogan est sélectionné comme candidat du SNP pour Angus. Il remporte les élections le 12 décembre 2019 après avoir battu la députée conservatrice sortante Kirstene Hair.
Doogan devient le porte-parole du SNP pour l'agriculture et les affaires rurales le 7 janvier 2020. Le 16 octobre 2020, il devient également porte-parole pour l'Industrie.